# Plectranthus verticillatus
Plectranthus verticillatus (synoniem: Plectranthus nummularius) is een soort uit de lipbloemenfamilie (Lamiaceae).
Plectranthus verticillatus is een hangende kamerplant. De plant heeft weinig eisen, maar zet hem niet in fel zonlicht. Een beetje water en af en toe wat kamerplantenmest, meer niet. Af en toe zal hij bloeien met kleine aartjes licht lila lipbloemetjes. Stekken gaat heel gemakkelijk: een takje in wat water zal binnen een paar dagen wortelen.
... · 
P. amboinicus (Vijf-in-een-kruid) · 
P. arabicus · 
P. argentatu · 
P. forsteri · 
P. fruticosus · 
P. madagascariensis · 
P. parviflorus · 
P. verticillatus · 
...